# 약속의 날 여단
약속의 날 여단(아랍어: لواء اليوم الموعود 리와 알윰 알마우드) 또는 무카위문 (아랍어: المقاومون; 저항자)은 시아파 무장단체로 이라크에서 활동하던 반군이었다. 2010년 이 단체는 특수 집단에서 가장 큰 세력으로 부상했다. 이 단체는 무크타다 알사드르의 메흐디군의 뒤를 이어 만들어졌으며, 메흐디군은 2008년 해산 전까지 이라크에서 가장 큰 규모의 시아파 무장단체였다. 무크타다 알사드르는 다른 특수 집단도 이 여단에 참여할 것을 요청했다. 사드르는 메흐디군의 무장 활동을 이어가도록 소규모 게릴라 부대를 창설하기를 원했으나 2008년 11월 약속의 날 여단을 창설할 때 이란의 지원을 받기 위해 처음으로 정식 명칭을 부여했다. 이들의 활동은 2009년 5월 이후 급격히 증가했다. 2009년 단체의 분열은 지휘관을 비롯한 18명의 체포로 이어졌다. 2009년 11월 29일 집단의 바스라 지도자가 아마라에서 체포되었다.
2009년 10월 약속의 날 여단은 특수부대 아사이브 알 알하크와 전투를 벌였다. 약속의 날 여단은 전투에서 이겼으며 압둘 하디 알다르라이의 집을 파괴할 수 있었다고 말했다. 이후 약속의 날 여단은 메흐디군을 제외하고 가장 강력한 특수 집단이 되었고 사드르 시티에서의 활동을 강화하기 시작했다. 2010년 7월 21일 레이먼드 T. 오디에르노 장군은 이란이 이라크 내에서 3개의 시아파 무장단체를 지원하고 있으며, 이들이 미군 기지를 공격하려 했다고 말했다. 미국 장교들은 이 3개의 단체 중 하나가 약속의 날 여단이라고 믿고 있으며 이들이 이라크의 장기적 보안에 위협이 될 것이라고 보고 있다.